# Ковалёнок, Владимир Васильевич

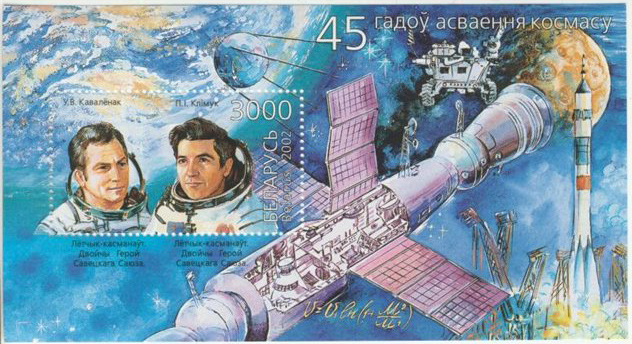
Космонавты Владимир Ковалёнок и Пётр Климук.

Влади́мир Васи́льевич Ковалёнок (бел. Уладзімір Васільевіч Кавалёнак; род. 3 марта 1942, Белое, Крупский район, Минская область) — советский космонавт, дважды Герой Советского Союза (1981, 1978), генерал-полковник авиации (1993). Президент Федерации космонавтики России с 2001 по 2021 год.

## Детство
Родился 3 марта 1942 года в деревне Белое Крупского района Минской области Белорусской ССР, где и провёл детские и школьные годы. Окончил 10 классов средней школы на родине в 1959 году.

## Начало военной службы
В 1959 году поступил в Балашовское высшее военное авиационное училище лётчиков, которое окончил в 1963 году. Служил в военно-транспортной авиации, где совершал полёты на самолётах Ан-24 сначала в качестве второго пилота, а затем командира корабля. В 1965 году рассматривался как кандидат в отряд космонавтов, зачислен не был, но оставлен в резерве для последующего зачисления.
В 1967 году был зачислен в отряд космонавтов, в группу ВВС № 4, где прошёл полный курс общекосмической подготовки и курс подготовки к полётам на кораблях типа «Союз» и орбитальных станциях «Салют».
В мае 1975 года входил в состав дублирующего экипажа при полёте «Союза-18-2».
В 1976 году окончил Военно-воздушную академию имени Ю. А. Гагарина, при этом не прерывая работы в Центре подготовки космонавтов имени Ю. А. Гагарина.

### Первый полёт
С 9 по 11 октября 1977 года совершил свой первый полёт в космос на космическом корабле «Союз-25» (позывной «Фотон-1») в качестве командира корабля. В экипаж также входил Валерий Викторович Рюмин. По программе полёта «Союз-25» должен был состыковаться со станцией «Салют-6», но из-за нештатного режима работы системы сближения стыковку осуществить не удалось, и полёт был досрочно прекращён. Общая продолжительность первого пребывания в космосе составила 2 дня 44 минуты и 45 секунд.
В декабре 1977 года и в январе 1978 года входил в состав дублирующих экипажей кораблей «Союз-26» и «Союз-27» соответственно.

### Второй полёт

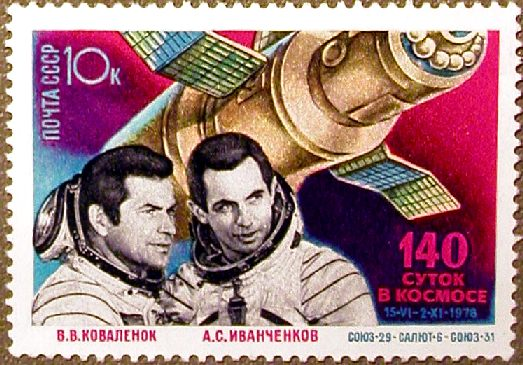
Почтовая марка, посвящённая полёту Союз-29.

С 15 июня по 2 ноября 1978 года совершил свой второй полёт в космос на космическом корабле «Союз-29» в качестве командира корабля. В экипаж также входил Александр Сергеевич Иванченков. Вместе с космонавтами в космос летал Олимпийский Мишка, талисман Олимпиады-80. Была произведена стыковка с орбитальной станцией «Салют-6». Во время работы экипаж принял две международные экспедиции: советско-польскую (Пётр Ильич Климук и Мирослав Гермашевский) и советско-немецкую (Валерий Фёдорович Быковский и Зигмунд Йен). 29 июля совершил выход в открытый космос совместно с Иванченковым, продолжительность пребывания вне корабля составила 2 часа 5 минут. 2 ноября вернулся на Землю на борту космического корабля «Союз-31». Общая продолжительность второго полёта составила 139 дней 14 часов 47 минут и 32 секунды.
В ноябре 1980 года входил в состав дублирующего экипажа при полёте космического корабля «Союз Т-3».

### Третий полёт
С 12 марта по 26 мая 1981 года совершил свой третий полёт в космос на космическом корабле «Союз Т-4» в качестве командира корабля. В экипаж также входил Виктор Петрович Савиных. Была произведена стыковка с орбитальной станцией «Салют-6». Во время работы экипаж принял две международные экспедиции: советско-монгольскую (Владимир Александрович Джанибеков и Жугдэрдэмидийн Гуррагча) и советско-румынскую (Леонид Иванович Попов и Думитру Прунариу). Общая продолжительность третьего полёта составила 74 дня 17 часов 37 минут и 23 секунды.

## Последующая служба

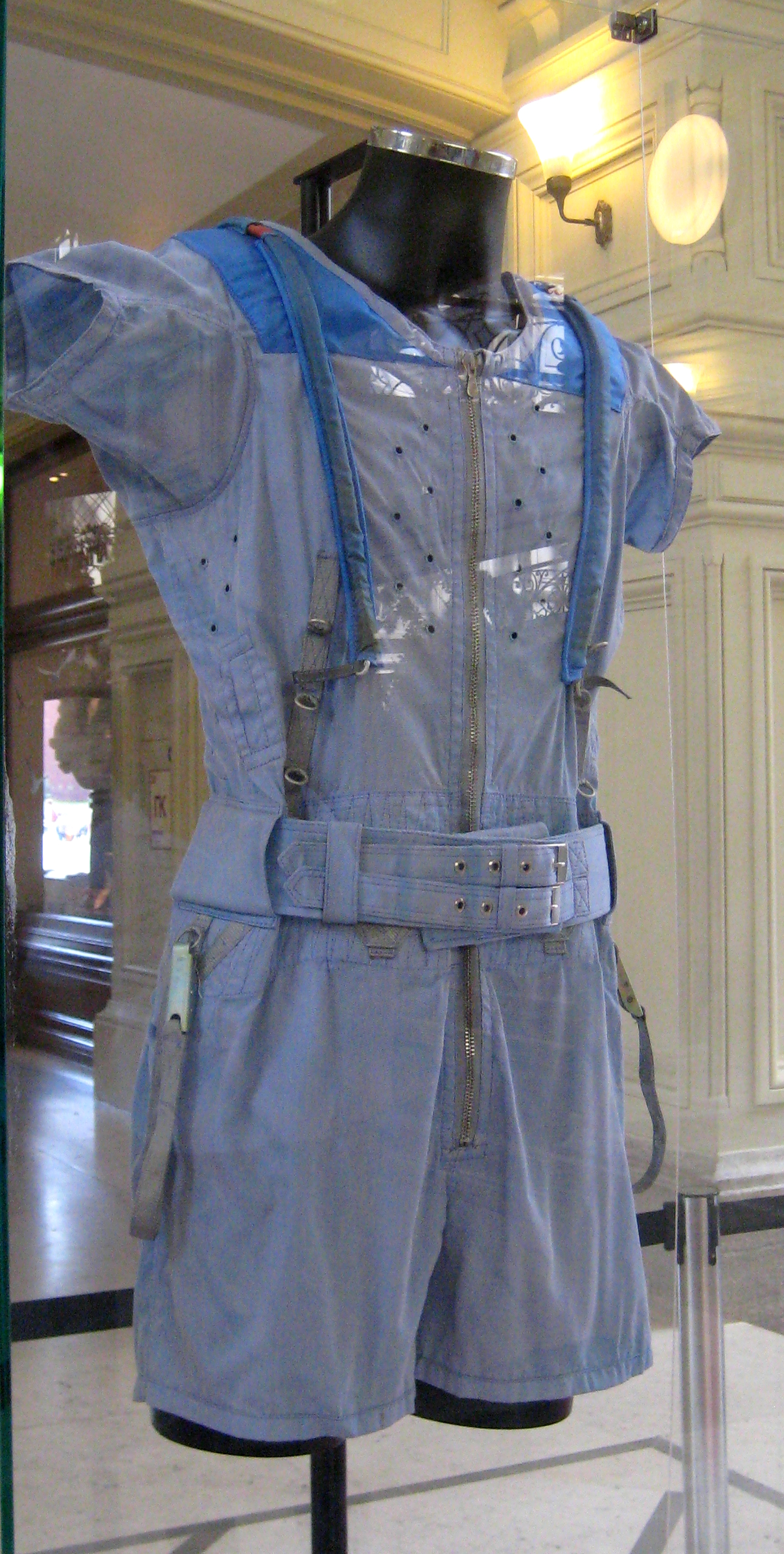
Нагрузочный профилактический костюм В. В. Ковалёнка. 1981. Государственный центральный музей современной истории России.

В 1984 году закончил Военную академию Генерального штаба ВС СССР имени К. Е. Ворошилова (с отличием). Назначен заместителем начальника 1-го управления (подготовка космонавтов) Центра подготовки космонавтов имени Ю. А. Гагарина. В связи с этим назначением выбыл из отряда космонавтов.

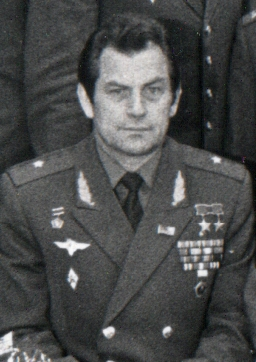
В. В. Ковалёнок в штабе Дальней авиации, 1988 год

С февраля 1986 года — заместитель командующего 37-й воздушной армией Верховного Главнокомандования (стратегического назначения). С марта 1988 года — заместитель начальника кафедры Военной академии Генерального штаба.
С 1989 по 1992 год являлся народным депутатом Верховного совета Белорусской ССР (впоследствии Республики Беларусь). С 1991 года — президент Белорусской республиканской федерации космонавтики. С 1990 по 1992 год — начальник 30 ЦНИИ МО. С июля 1992 года — начальник Военно-воздушной инженерной академии имени профессора Н. Е. Жуковского. Присвоено звание генерал-полковник авиации указом от 20 февраля 1993 года.
Кандидат военных наук, профессор. Более 20 лет является помощником ректора (в ранге проректора) Российского государственного социального университета по связям с государственными организациями.
25 января 2001 года избран Президентом Федерации космонавтики России. Занимал эту должность до октября 2021 года.
С июня 2002 года — в запасе по возрасту в звании генерал-полковника авиации.
На выборах в Государственную думу в 1995 году входил в первую тройку федерального списка Партии экономической свободы.

## Воинские звания
- Лейтенант (23.10.1963);
- Старший лейтенант (4.11.1965);
- Капитан (25.11.1967);
- Майор (15.12.1970);
- Подполковник (23.07.1973);
- Полковник (27.10.1977);
- Генерал-майор авиации (7.05.1987);
- Генерал-лейтенант авиации (25.04.1990);
- Генерал-полковник авиации (20.02.1993).

## Награды
- Дважды Герой Советского Союза (2 ноября 1978, 26 мая 1981);
- Орден «За заслуги перед Отечеством» III степени (16 мая 1996);
- Орден «За военные заслуги» (2000);
- Три ордена Ленина (15 ноября 1977 год, 2 ноября 1978, 26 мая 1981);
- Орден «За службу Родине в Вооружённых Силах СССР» III степени (12 августа 1991);
- Медаль «За заслуги в освоении космоса» (12 апреля 2011 года) — за большие заслуги в области исследования, освоения и использования космического пространства, многолетнюю добросовестную работу, активную общественную деятельность[4];
- Медаль Алексея Леонова (Кемеровская область, 2015)[5];
- Восемь юбилейных медалей;
- Герой ГДР (1978);
- Орден Карла Маркса (ГДР, 1978);
- Герой МНР (1981);
- Орден Сухэ-Батора (МНР, 1981);
- Орден «Крест Грюнвальда» III степени (ПНР, 1978);
- Орден «За службу Родине» II степени (Беларусь, 15 июля 2002) — за заслуги в развитии и укреплении научно-технического и военного сотрудничества между Республикой Беларусь и Российской Федерацией[6];
- Заслуженный мастер спорта СССР (1978);
- Почётная грамота Совета Министров Республики Беларусь (Беларусь, 1 марта 2017) — за многолетний плодотворный труд, значительный личный вклад в освоение космоса, патриотическое воспитание граждан[7].

Портрет В. В. Ковалёнок, Парк покорителей космоса им. Юрия Гагарина

## Признание заслуг
- Памятник космонавту Владимиру Коваленку установлен в городе Крупки;
- Барельеф-портрет В. В. Ковалёнка установлен в Парке покорителей космоса имени Юрия Гагарина, открытом 9 апреля 2021 года в Саратовской области;
- Барельеф-портрет В. В. Ковалёнка размещён на памятном знаке «Белорусам — Героям космоса» на ул. Космонавтов в Минске (2018; скульптор Иван Миско, архитектор Валерий Митрофанов)[8];
- Имя Владимира Ковалёнка носит физико-математический лицей № 93 в г. Уфа Республики Башкортостан;
- Имя В. В. Ковалёнка носит средняя школа в аг. Хотюхово Крупского района Минской области[9]. Одна из экспозиций в школьном музее посвящена Герою;
- С 2025 года имя В. В. Ковалёнка носит школа № 93 города Минска[10];
- С 2009 года в Крупках в преддверии Дня космонавтики (12 апреля) проводится республиканский легкоатлетический пробег на призы дважды Героя Советского Союза, лётчика-космонавта В. В. Ковалёнка;
- В 2025 году состоялись открытые соревнования Гродненской области по радиосвязи на КВ, посвящённые лётчику-космонавту В. В. Ковалёнку[11].
- В. В. Ковалёнку просвещены документальные фильмы белорусских кинематографистах «Хлопец из деревни Белое» (1979, реж. Владимир Орлов)[12] и «Командир из деревни Белое» (2000, реж. Владимир Орлов)[13]. О его работе в космосе рассказывается в документальном фильме «Космос дальних дорог» (1979, Центрнаучфильм, реж. Владимир Сивков).

## Семья
- Жена — Нина Васильевна Ковалёнок (урождённая Беспалова; 1940—2015) — инженер-испытатель, работала в Центре подготовки космонавтов имени Ю. А. Гагарина[14]
  - Дочь — Инесса Владимировна Козырева (род. 1966) — член Правления фонда имени П. Р. Поповича[14]
  - Сын — Владимир Владимирович Ковалёнок (род. 1971) — офицер ВВС запаса[14]

## Сочинения
- Ковалёнок В. В. Родина крылья дала. — Минск, 1989. — 237 с. — ISBN 5-7880-0124-2.
- Ковалёнок В. В. Атмосфера Земли с Салюта-6.
- Ковалёнок В. В. Ночная Ф-2 область ионосферы в период вспышек на Солнце.
- Ковалёнок В. В. (в соавт.). Визуально-инструментальные наблюдения с "Салюта-6". — Л., 1983. — 136 с.
- Ковалёнок В. В. (в соавт.). Ночная F-область ионосферы в периоды вспышек на Солнце. — Алма-Ата, 1984. — 150 с.
- Ковалёнок В. В. (в соавт.). Исследования Земли с пилотируемых космических кораблей. — Л., 1987. — 399 с.
- Ковалёнок В. В. (в соавт.). Наблюдения полярных сияний из космоса. — Л., 1991. — 229 с.
- Ковалёнок В. В. Исследования серебристых облаков.
- Ковалёнок В. В. Орбиты жизни. Космонавт Владимир Ковалёнок. — М., 2005. — 293 с. — ISBN 5-9900271-3-3.
- Более 150 печатных работ и 7 монографий, в том числе более 60 научных публикаций по космосу и военному делу.